# Paul Helminger
Paul Helminger (Esch-sur-Alzette, 28 ottobre 1940 – 17 aprile 2021) è stato un politico lussemburghese.
Sindaco di Lussemburgo dal 1999 al 2011, fu membro della Camera dei Deputati a due riprese (1984-1989, 1994-2012). È morto nel 2021, a 80 anni; aveva sette figli.